# Bellebrune
Bellebrune is een gemeente in het Franse departement Pas-de-Calais (regio Hauts-de-France) en telt 304 inwoners (2004). De plaats maakt deel uit van het arrondissement Boulogne-sur-Mer.
In een ver verleden had het dorp een Vlaamsklinkende naam; in de 12e eeuw werd Belebrone (bron van de Bellebeek) geschreven; de huidige naam is daarvan een vervorming.

## Geografie
De oppervlakte van Bellebrune bedraagt 5,3 km², de bevolkingsdichtheid is 57,4 inwoners per km².
De onderstaande kaart toont de ligging van Bellebrune met de belangrijkste infrastructuur en aangrenzende gemeenten.

## Demografie
Onderstaande figuur toont het verloop van het inwonertal (bron: INSEE-tellingen).